# Фінансовий ризик
Фінансовий ризик — ризик, пов'язаний з імовірністю втрат фінансових ресурсів (грошових коштів).
Фінансові ризики насамперед пов'язані зі змінами на фінансовому ринку та змінами в економіці. Це можуть бути зміни процентних ставок, валютних курсів, зміни в діяльності галузі або конкретного позичальника. До фінансових ризиків відносять:
- кредитний — ризик розглядається як ризик непогашення кредиту і несплати процентів за ним,
- процентний — ризик виникає у разі зміни процентних ставок за кредитними ресурсами, що надаються,
- валютний — ризик можливий у разі зміни курсів валют, а також політичної ситуації, коли курси валют незмінні, а можливості вільного обігу валют обмежені. Ці ризики пов'язані з переоцінкою статей балансу закордонних філій підприємств у національну валюту та при зворотних операціях,
- галузевий — пов'язаний зі специфікою діяльності окремих галузей, проявляється в змінах інвестиційної якості та курсової вартості цінних паперів і відповідних втратах інвесторів,
- ліквідності та структури капіталу — ризик, пов'язаний з можливістю втрат при реалізації цінного папера через зміну в оцінці його якості,
- операційний — ризик пов'язаний із помилкою або неправильною організацією, неправильним вибором методу проведення тієї чи іншої фінансової операції. До цього виду ризику відносять і можливі помилки менеджерів,
- ризик країни — сукупність політичних, економічних та трансфертних ризиків і пов'язаний з дійсними та очікуваними політичними й економічними умовами в країні і впливом цих умов на здатність уряду країни, окремих корпорацій та фізичних осіб виконувати зобов'язання по зовнішньому боргу[1].

## Методи оцінки фінансових ризиків
Існує два взаємно доповнюючих один одного видів оцінки ризиків - якісний і кількісний.
Якісний аналіз включає в себе також методологічний підхід до кількісної оцінки прийнятного рівня ризику.
Кількісну оцінку ризику, тобто чисельне визначення розмірів окремих ризиків і ризику портфеля в цілому зазвичай виробляють на основі методів математичної статистики. Складність їх застосування полягає в недостатності і недоступності накопиченої статистичної інформації.
Якісна оцінка ризиків проводиться в кілька етапів:
1. Виявляються фактори, які впливають на зростання і / або зменшення конкретних видів ризику. Ці чинники є базою для подальшого аналізу ризиків;
2. Визначається система показників оцінки ризику, яка повинна відповідати вимогам адекватності, комплексності, динамічності, об'єктивності, а також допускати поповнення і розвиток;
3. Встановлюються потенційні області ризику: заходи, операції, види робіт, при виконанні яких може виникнути невизначеність в отриманні позитивного результату;
4. Ідентифікуються всі можливі ризики, тобто визначення можливих ризиків в результаті даної дії або бездіяльності.

На попередньому етапі організації управління ризиком найважливішим моментом є його аналіз. При цьому визначаються фактори ризику, які можна класифікувати за різними критеріями і ознаками, наприклад, за ступенем впливу, за характером впливу на ризик, за ступенем керованості, за джерелом виникнення.

## Управління фінансовими ризиками
Процес управління фінансовими ризиками може бути розбитий на шість послідовних стадій:
1. визначення мети;
2. з'ясування ризику;
3. оцінка ризику;
4. вибір методу управління ризиком з 4-х: уникнення, прийняття, перенесення, і запобігання;
5. здійснення управління;
6. підведення результатів.